# Volkach
Volkach – miasto w Niemczech, w kraju związkowym Bawaria, w rejencji Dolna Frankonia, w regionie Würzburg, w powiecie Kitzingen, siedziba wspólnoty administracyjnej Volkach. Leży 15 km na północ od Kitzingen, nad ujściem rzeki Volkach do Menu.

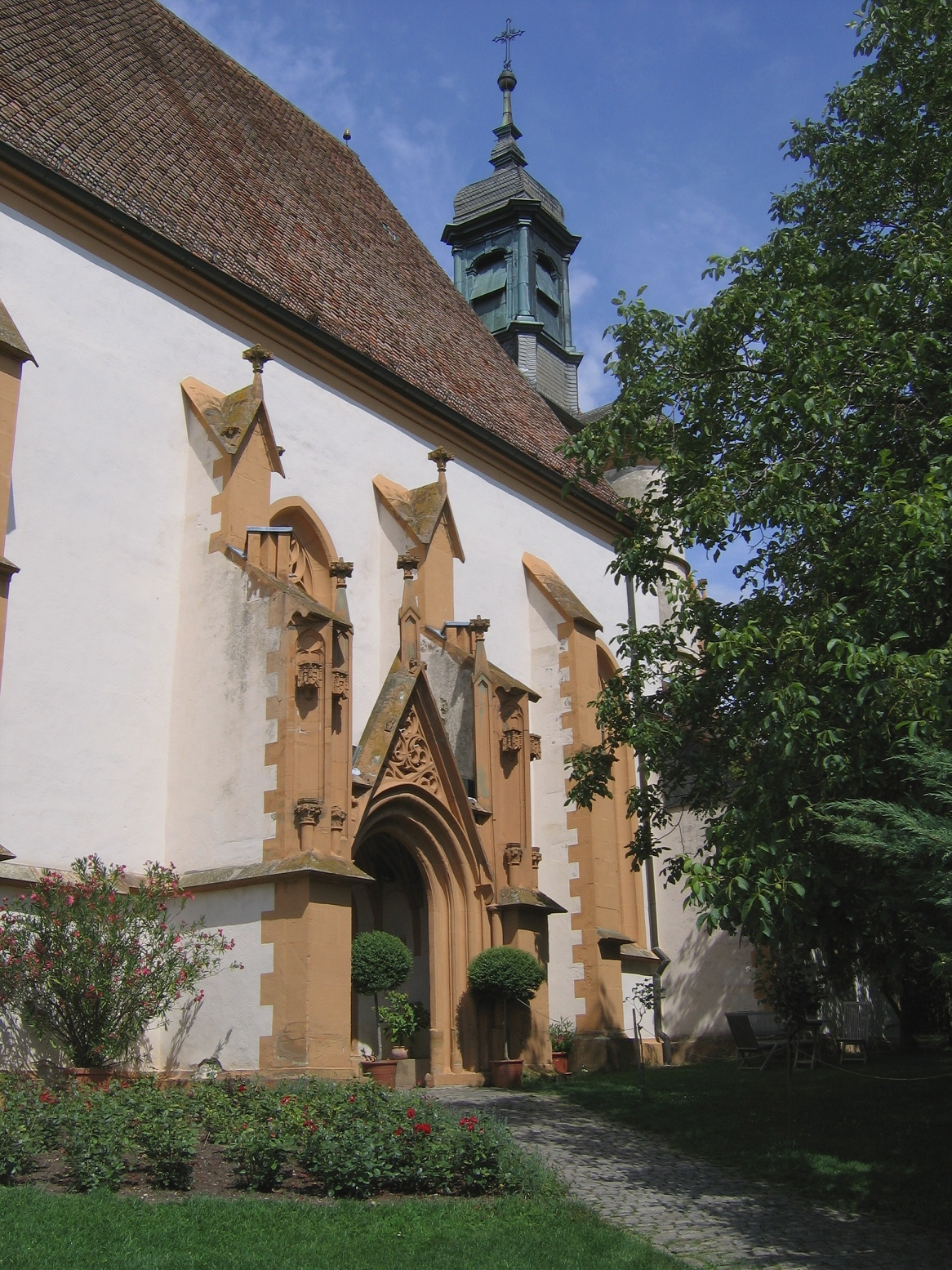
Kościół Maryjny (Maria im Weingarten), portal południowy

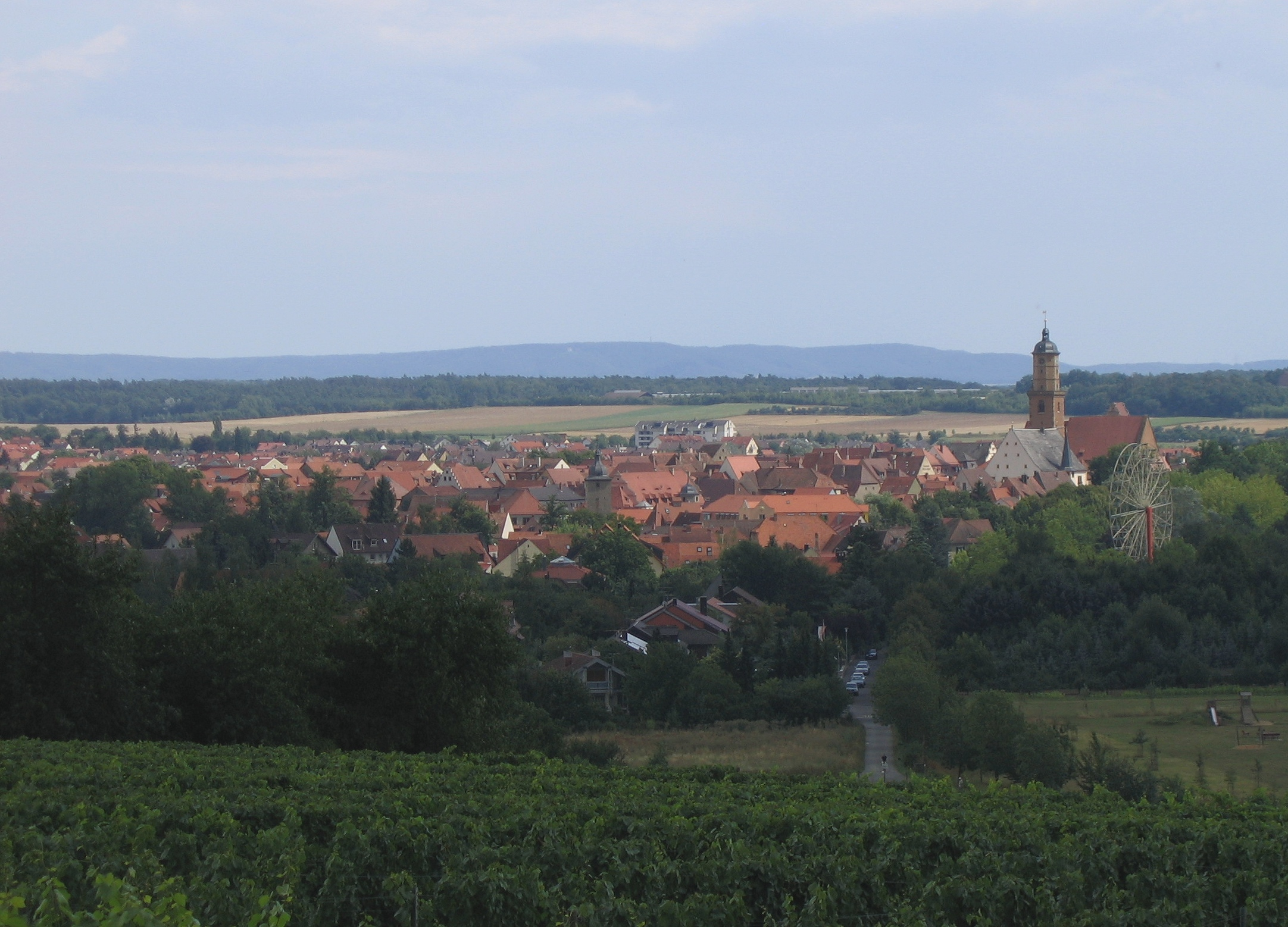
Panorama miasta

## Dzielnice
W skład miasta wchodzi dwanaście dzielnic: 
- Astheim
- Dimbach
- Krautheim
- Escherndorf
- Eichfeld
- Hallburg
- Rimbach
- Sommerach
- Gaibach
- Fahr
- Obervolkach
- Köhler
- Volkach

## Zabytki i atrakcje
- Kościół Maryjny (Maria im Weingarten)
- kościół miejski pw. św. Bartłomieja (St. Bartholomäus) zbudowany w latach 1413–1512
- autobus szynowy przewożący turystów po okolicznych winnicach (cena ok. 25 euro - wliczona degustacja win, czas ok. 5 godz.)

## Osoby urodzone w Volkach
- August von Rothmund - okulista